# Anschlagtür

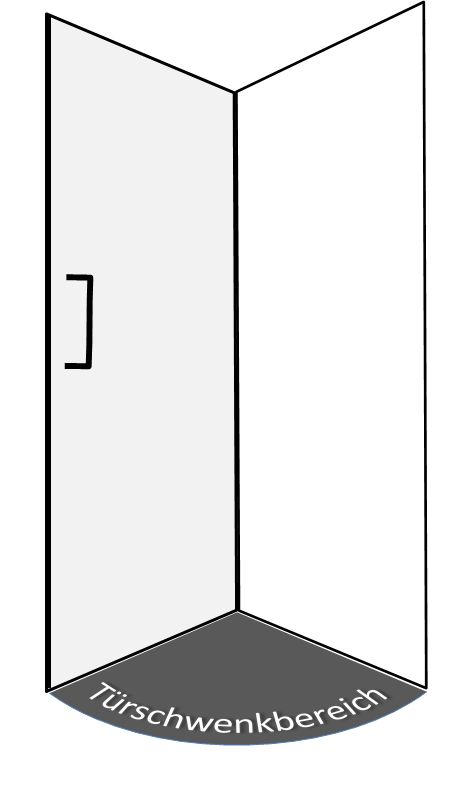
Anschlagtür mit Türschwenkbereich

Eine Anschlagtür ist die Bauform einer Tür, deren Türblatt an einer Kante angeschlagen (befestigt) ist. Dort befinden sich die Türbänder (umgangssprachlich auch Türangeln), welche die Tür halten. Die gegenüberliegende Schlosskante enthält das Türschloss. Anschlagtüren sind die am häufigsten verwendeten Türen. Anschlagtüren werden nach ihrer Öffnungsrichtung unterschieden. Im Gegensatz zur Anschlagtür wird eine Schiebetür an Ober- und Unterkante geführt.
Eine Anschlagtür wird auch als Schwenktür bezeichnet, da die Tür um ihre Türbänder ausschwenkt. Eine Drehflügeltür ist eine Anschlagtür, deren Türflügel um 180° aufschlagen kann.
Als Stulptüren werden zweiflügelige Anschlagtüren bezeichnet. Der mittige Anschlag des (zuerst zu öffnenden) Öffnungsflügels wird durch den Stulp des (zumeist mit Stangenschloss zugehaltenen) Stulpflügels gebildet.
Anschlagtüren sind von anderen Typen von Türen zu unterscheiden, beispielsweise von Schiebetüren und Falttüren.